# Proyecto Biblioteca Internacional de Partituras Musicales
El Proyecto Biblioteca Internacional de Partituras Musicales (o IMSLP, por sus siglas en inglés), también conocido como Petrucci Music Library (Biblioteca Musical Petrucci) por Ottaviano Petrucci, es un proyecto basado en la tecnología wiki que tiene como objetivo crear una biblioteca virtual de partituras musicales de dominio público, aunque también pretende abarcar en él las obras de compositores actuales que deseen compartir sus creaciones musicales libre y gratuitamente (es decir, a partir de licencias de Creative Commons y cediendo los derechos personalmente).
El proyecto comenzó a funcionar el 16 de febrero de 2006 y ya cuenta con más de 375.000 partituras, 114.000 obras, y más de 14.500 compositores, por lo que es una de las mayores colecciones de música de dominio público en internet. El proyecto usa el software MediaWiki.

## Historia

### Visión general
El proyecto comenzó a funcionar el 16 de febrero de 2006. La biblioteca se compone principalmente de archivos escaneados de antiguas ediciones musicales sin derechos de autor. Además, admite partituras de compositores contemporáneos, que quieren compartir su música bajo una licencia Creative Commons. Uno de los principales proyectos de IMSLP fue la clasificación y carga de las obras completas de Johann Sebastian Bach procedentes de Bach Gesellschaft Ausgabe (1851-1899), una tarea que se completó el 3 de noviembre de 2008. Además de las obras de Bach, cuenta con todas las obras de Frédéric Chopin, Johannes Brahms, Georg Friedrich Händel, un gran porcentaje de las obras de Franz Liszt y muchos otros compositores.
Además de proporcionar un depósito digital, IMSLP ofrece posibilidades como enciclopedia musicológica, ya que contiene diferentes ediciones históricas de una misma composición y análisis históricos y comentarios musicológico que acompañan a las partituras.
IMSLP está oficialmente recomendado por el MIT, que también lo utiliza ampliamente en algunos de sus cursos OpenCourseWare. Ha sido sugerido como recurso bibliográfico por varias bibliotecas universitarias, como Oberlin Conservatory of Music, Manhattan School of Music, Universidad de Stanford, Universidad McGill, Universidad Brown, Universidad de Maryland, Universidad de Washington, Universidad de Wisconsin-Madison, y ha sido presentado como MERLOT (Multimedia Educational Resource for Learning and Online Teaching) por un profesor miembro.

### Clausura y reapertura
El 19 de octubre de 2007 IMSLP cerró por las amenazas jurídicas de Universal Edition de Viena, Austria. La carta de cese y desistimiento expresó su preocupación por algunas obras que están en dominio público en la ubicación del servidor en Canadá con la protección del derecho de autor de "50 años después de muerto" pero que, sin embargo, están protegidos por los "70 años después de muerto", plazo de otros países. Los administradores del sitio decidieron cerrar la página web, pero dejaron los foros en línea para debatir y proceder de la mejor manera:

El sábado 13 de octubre de 2007 recibí una segunda carta de "Cese y Desista" de Universal Edition. Al principio pensé que esta carta sería similar en su contenido a la primera carta de Cese y Desista que he recibido en el mes de agosto. Sin embargo, después de largos debates con abogados y partidarios, me convencí de que yo, un estudiante común de la universidad, no tiene ni la energía ni el dinero necesario para hacer frente de alguna otra forma que no sea de acuerdo con desistir, y echar abajo todo el sitio. Me es difícil pedir disculpas para todos los contribuyentes de IMSLP, que han hecho tanto para IMSLP en los dos últimos años.
Edward W. Guo (Feldmahler)

En respuesta, el director del Proyecto Gutenberg, Michael Hart, ofreció soporte legal a IMSLP para mantener el proyecto activo. Dicho ofrecimiento fue rechazado por Feldmahler, que expresó su preocupación por haber ubicado el proyecto en los Estados Unidos y consultó a la rama canadiense del Proyecto Gutenberg. El 2 de noviembre de 2007 el académico canadiense experto en derechos de autor, Michael Geist, escribió un artículo para la BBC analizando los detalles y las implicaciones más amplias de este caso.
El proyecto comenzó a funcionar nuevamente el 30 de junio de 2008. Desde su reapertura, IMSLP utiliza una estricta política de derechos de autor, donde los archivos cargados son accesibles solo para la descarga después de que el estado de los derecho de autor del archivo ha sido revisado por los miembros del personal.

## Proyectos similares
Es un proyecto similar a Proyecto Mutopía, con la diferencia de que la política de Mutopía consiste en reescribir las partituras (lo cual produce un crecimiento lento de la biblioteca, aunque tiene otras ventajas adicionales como la generación de archivos en formato MIDIs), mientras que IMSLP acepta partituras escaneadas.
Con respecto a música coral, existe la Biblioteca Coral de Dominio Público, con características similares a este proyecto.